# Estación Retiro San Martín
Retiro-San Martín, o simplemente Retiro, es una de las siete estaciones centrales de ferrocarril de Buenos Aires. Es la estación terminal del Ferrocarril San Martín y de la homónima línea San Martín. Se encuentra contigua a la homónima estación Retiro de la línea Belgrano Norte.
Ubicada en el barrio homónimo de la Ciudad de Buenos Aires, desde ella operan servicios diésel suburbanos con destino a la zona oeste y noroeste de la ciudad y del conurbano bonaerense (la denominada Línea San Martín), además de servicios de larga distancia hacia la ciudad de Junín.
Hasta el 10 de marzo de 1993, año de supresión de los servicios de larga distancia de Ferrocarriles Argentinos, desde esta estación partían trenes de larga distancia a San Luis, Mendoza, San Juan y Villa Dolores. Hasta 1979 era posible hacer trasbordo con el Ferrocarril Transandino en Mendoza y así llegar hasta Valparaíso.
La estación fue inaugurada el 7 de julio de 1912 por el Ferrocarril Buenos Aires al Pacífico (BAP), como parte de la extensión del servicio desde Palermo. El edificio construido entonces, y actualmente en pie, consistía en una estructura neo-tudor de hierro, madera y chapa que debía funcionar de forma provisoria hasta la construcción de la terminal elevada definitiva frente al Correo Central. Este proyecto se frustró y el BAP nunca llegó a construir un edificio definitivo en Retiro.
La terminal se encuentra entre la estación Retiro del Ferrocarril Belgrano Norte y la terminal de Ómnibus de Retiro. Enfrente está la Plaza Canadá.

## Historia

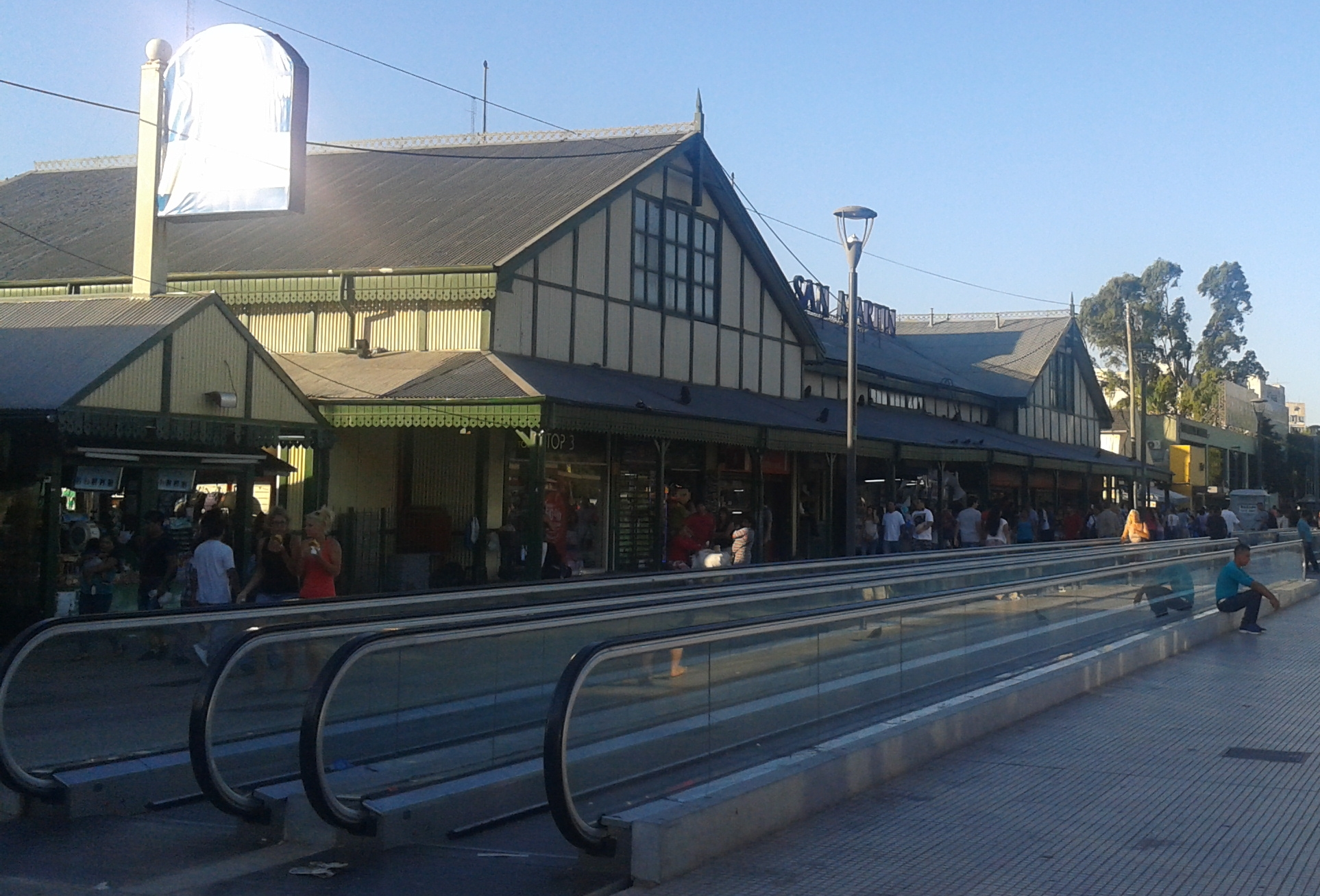
Fachada de la estación en 2015

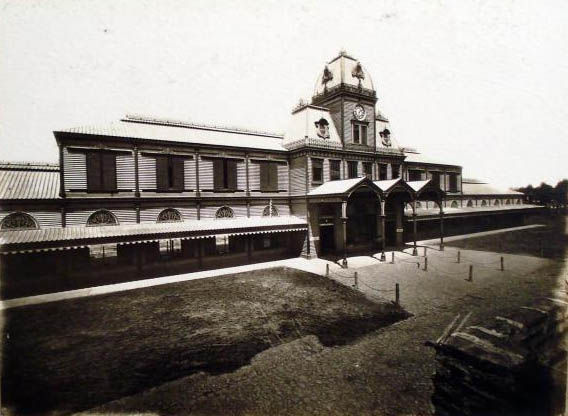
La Estación Central de Buenos Aires, terminal del BAP (1888-1897)

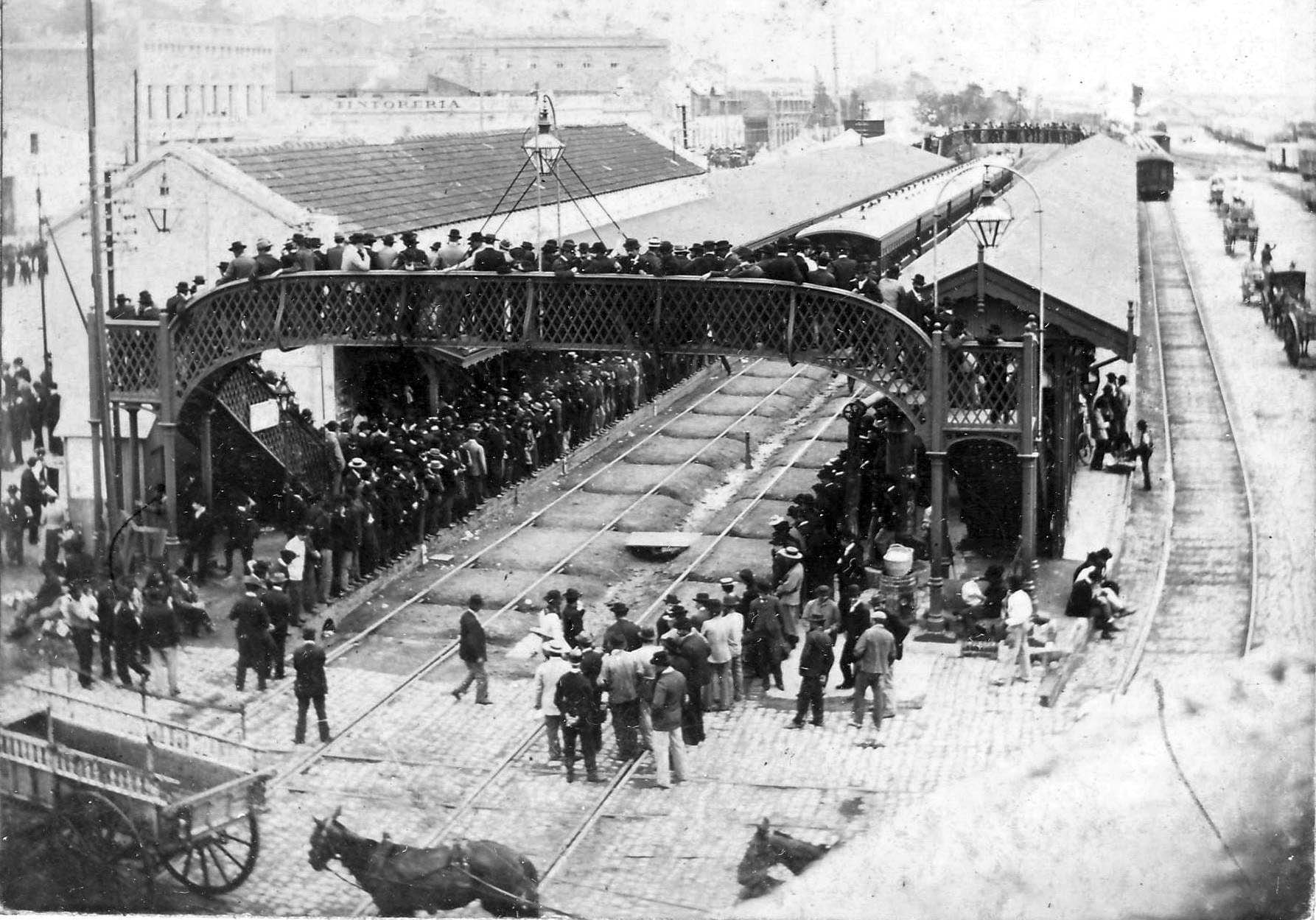
La estación Retiro del F.C.C.A., terminal compartida desde 1897

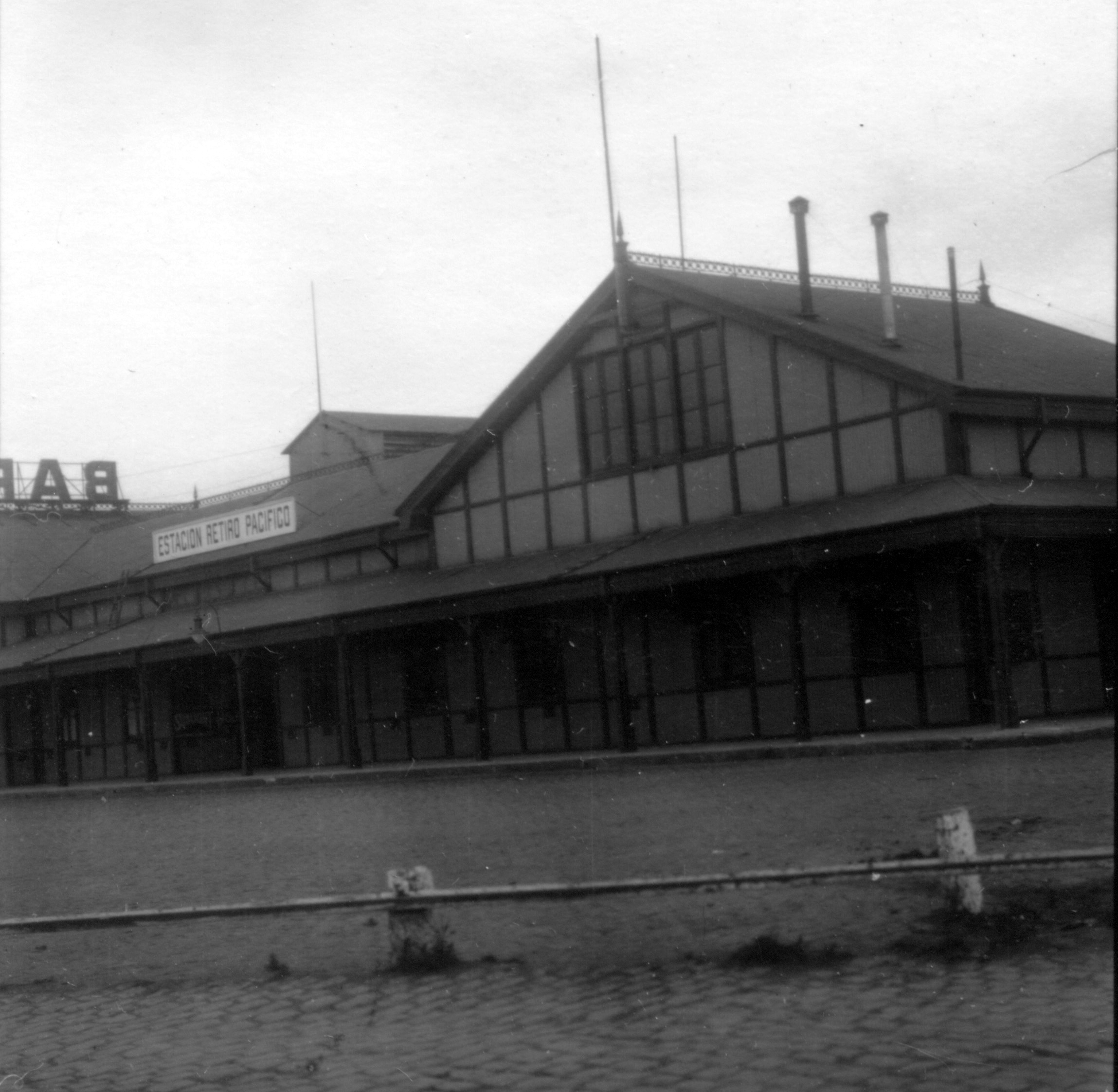
La estación Retiro BAP (nótese las letras gigantes a la izquierda) a mediados de la década del '20.

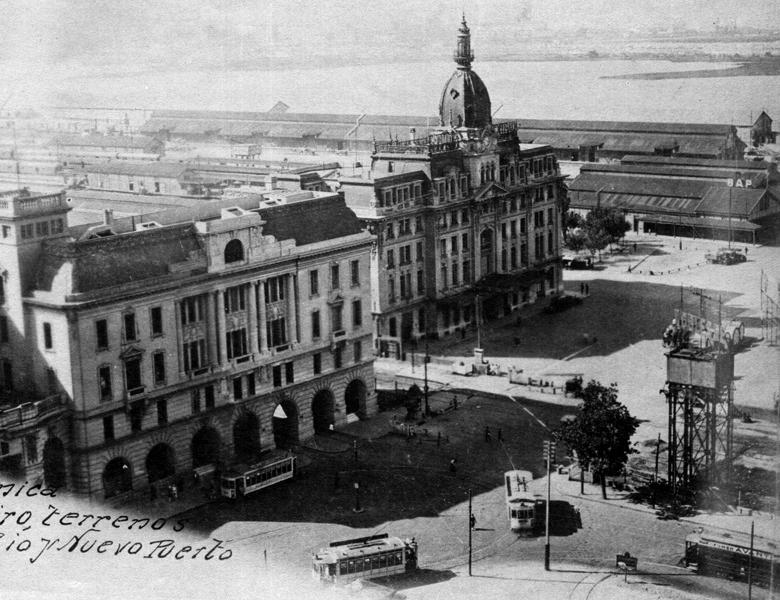
Las tres estaciones Retiro en 1929. Retiro BAP es la pequeña a la derecha.

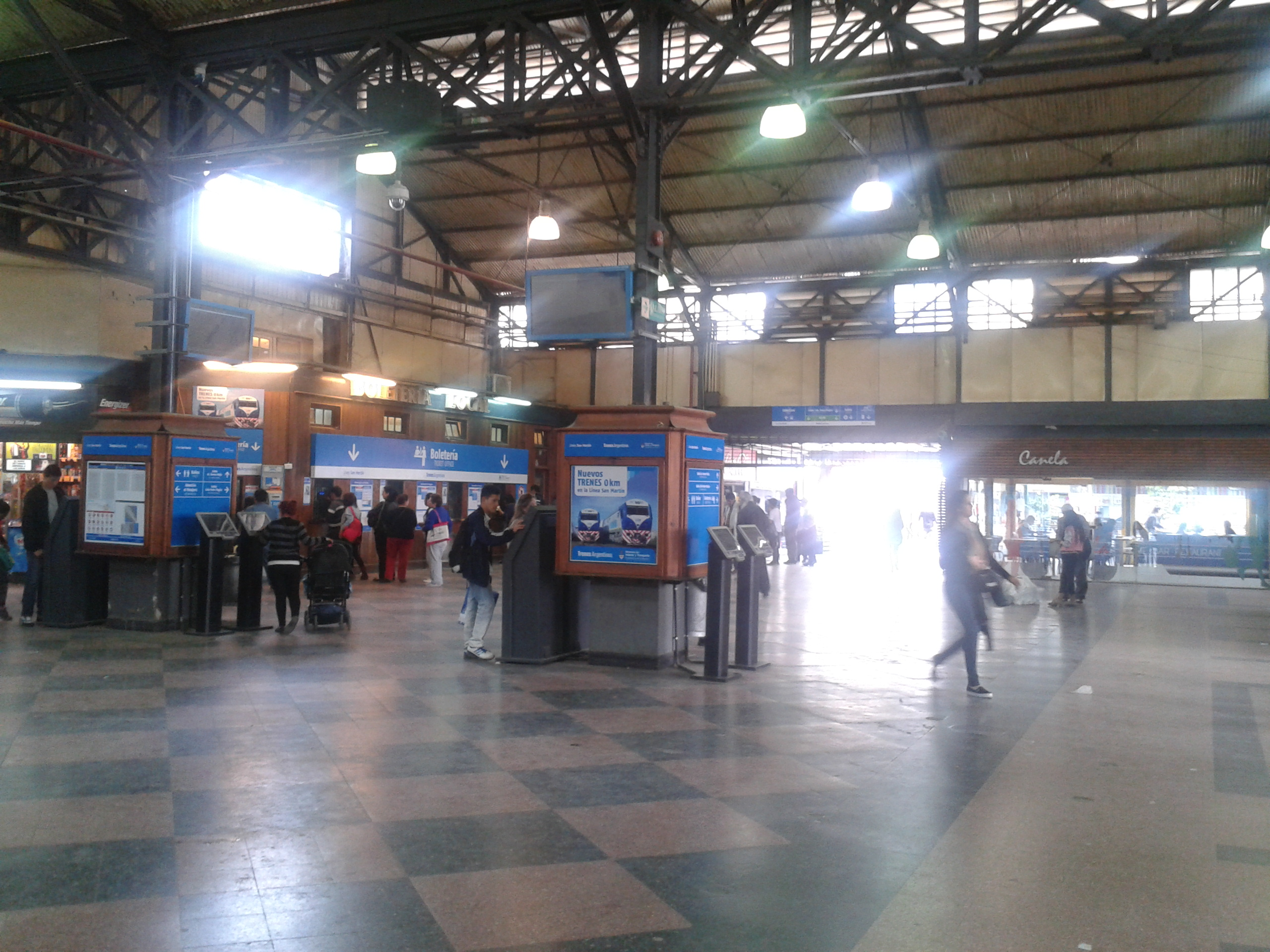
El hall de la estación, congelado en el tiempo (fotografía del 2014).

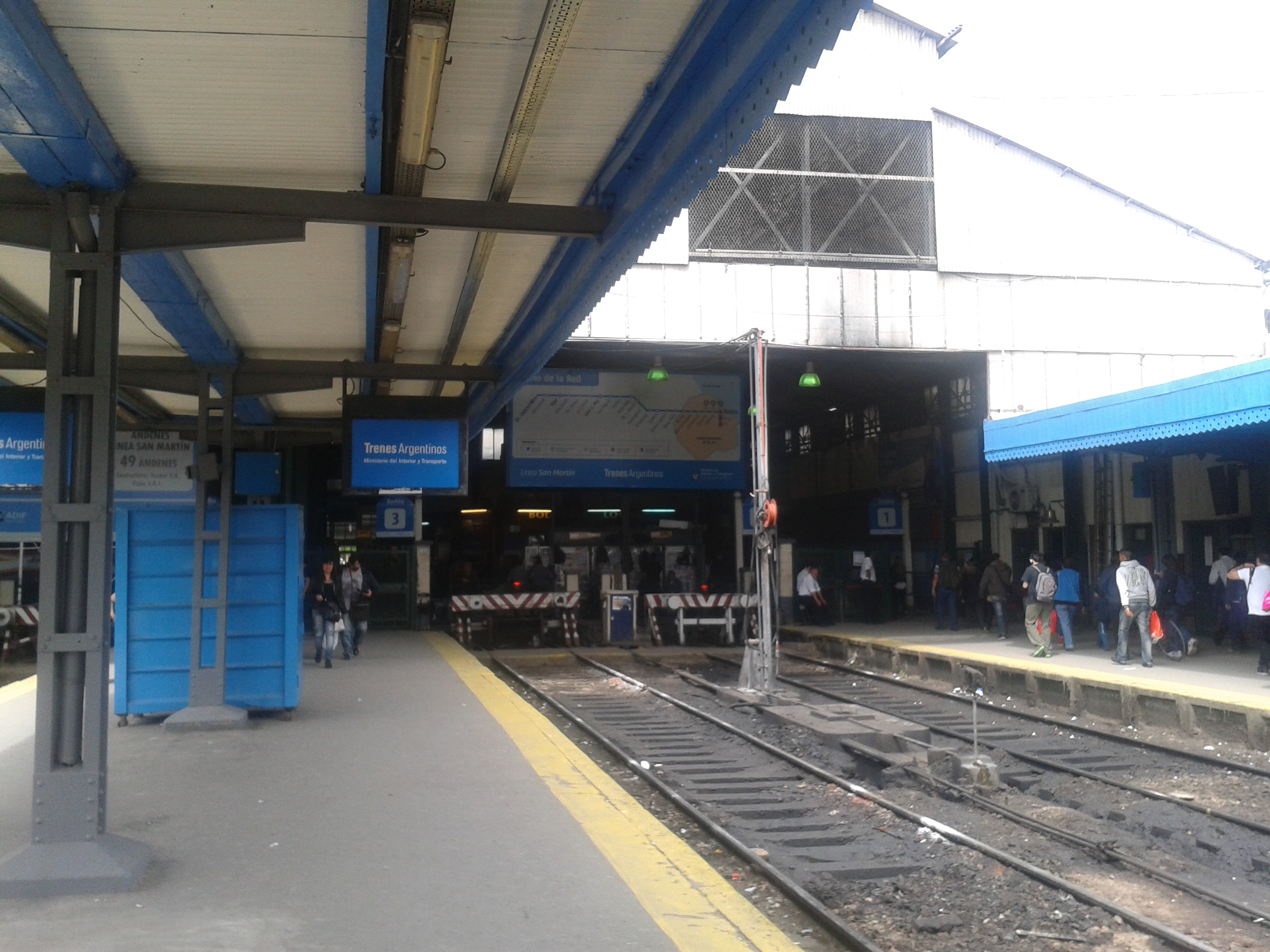
Punta de rieles en andenes 3 y 2.

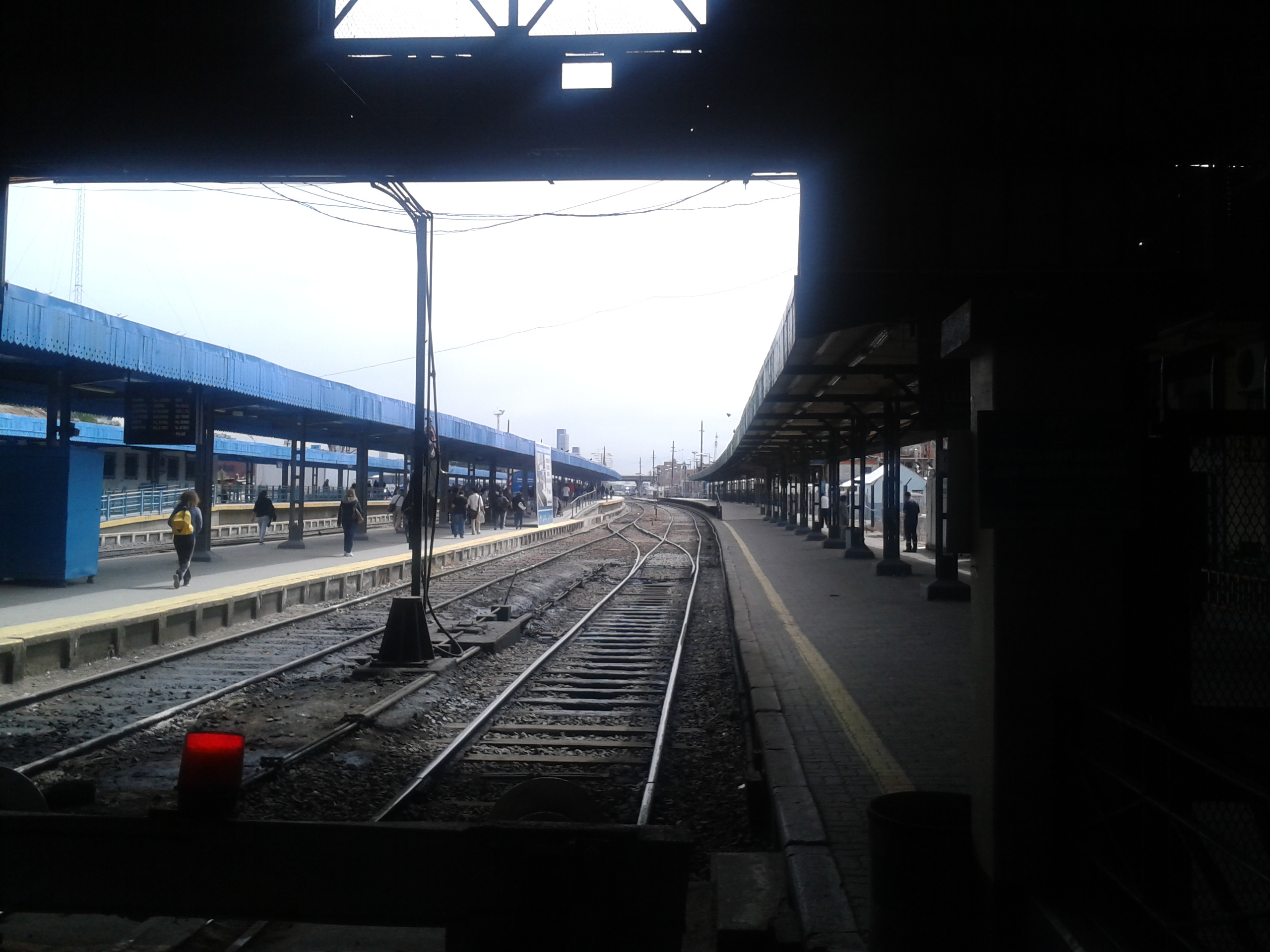
Panorama de la zona de andenes

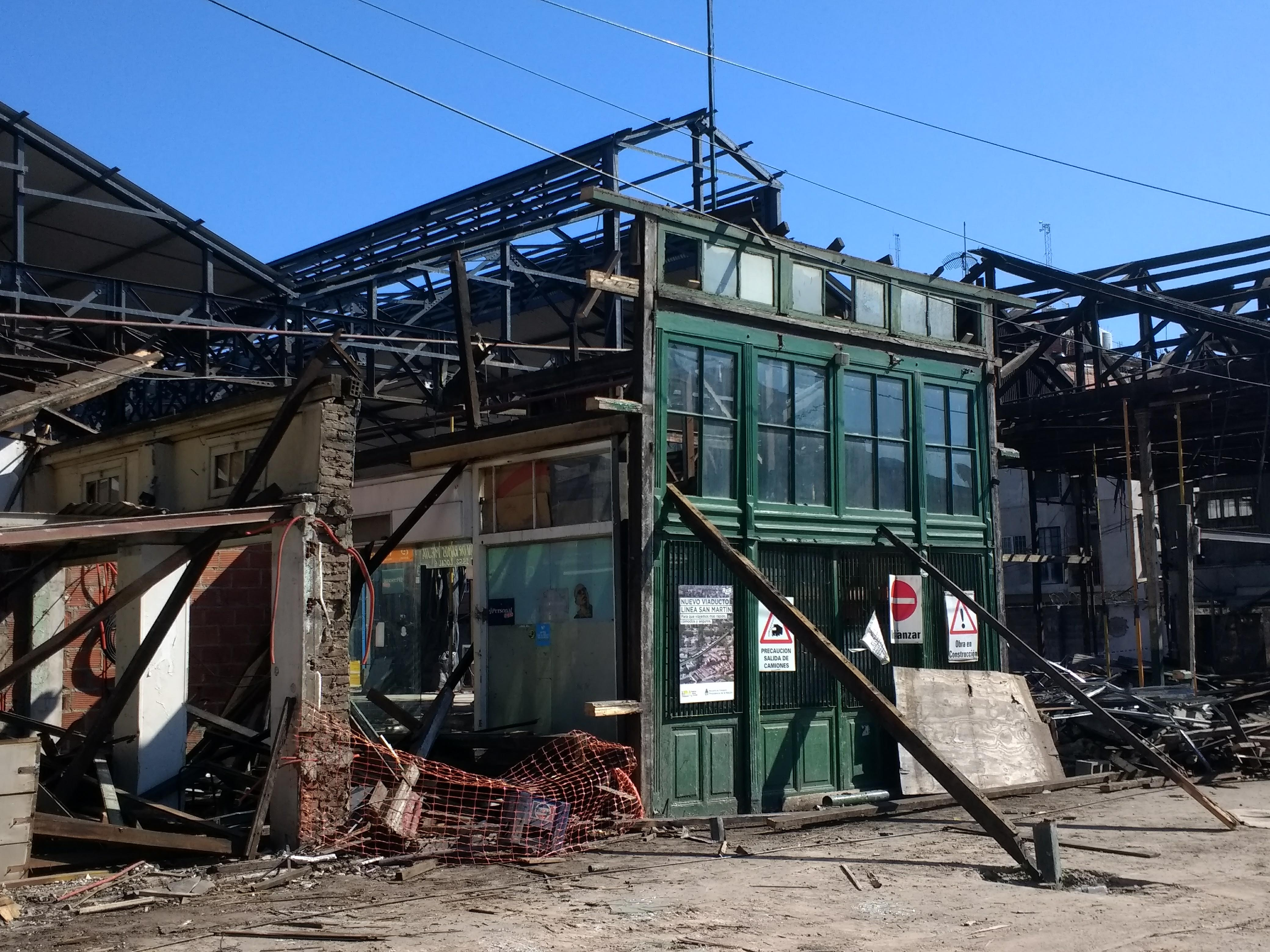
Carpintería original apuntalada durante la reconstrucción total de 2019.

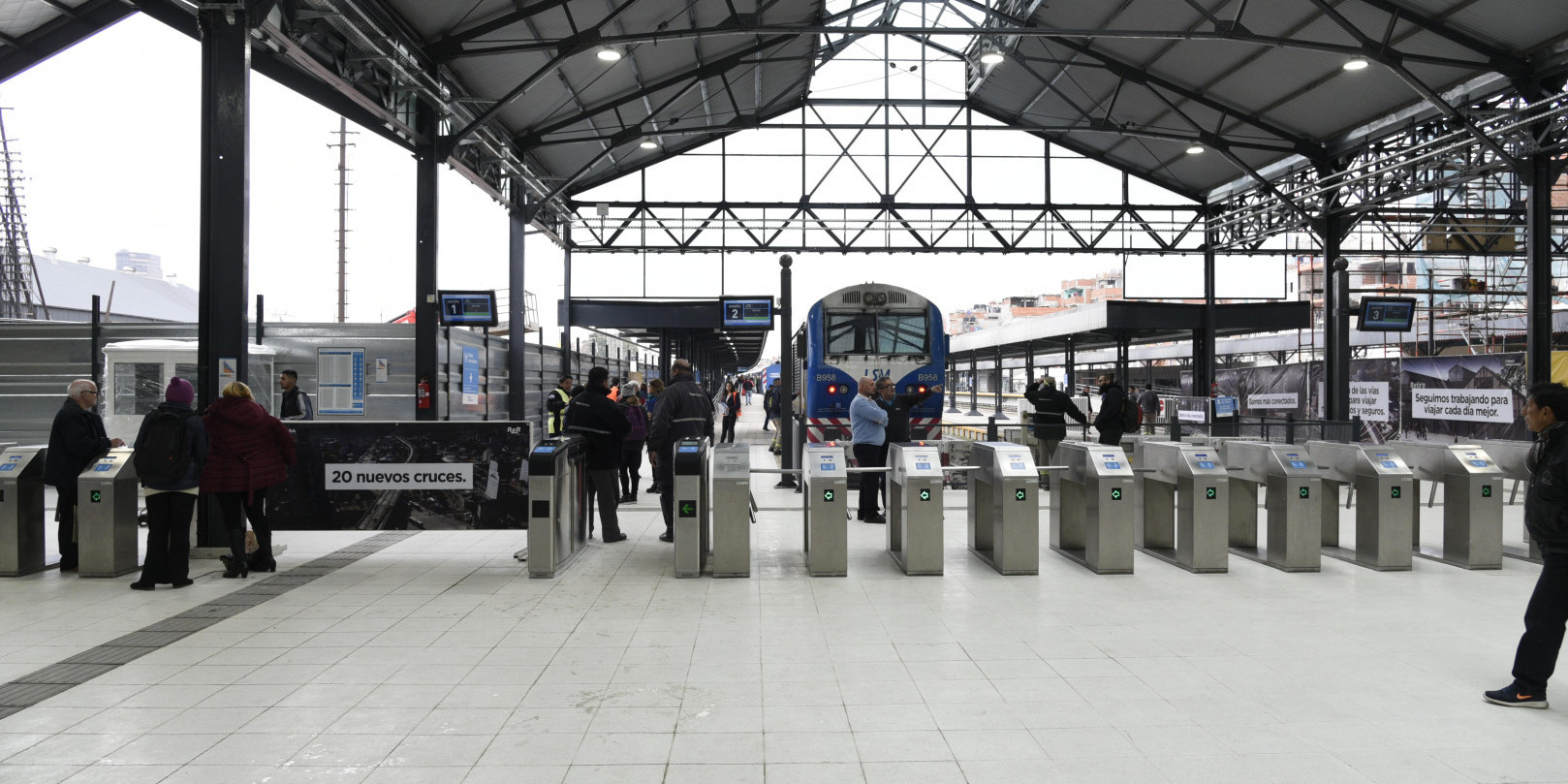
El hall luego de la reconstrucción de 2019, con sectores todavía en obra.

### Antecedentes
En 1888 el Ferrocarril Buenos Aires al Pacífico (de capitales británicos) inauguró su línea Palermo-Mercedes, como continuación del trayecto entre Villa Mercedes (provincia de San Luis) y la ya citada ciudad de Mercedes, Provincia de Buenos Aires. El objetivo del BAP, que empezó a tender sus vías en 1883, era -como su nombre lo indica- unir la Ciudad de Buenos Aires con el Océano Pacífico, para lo cual pretendía llegar hasta la Cordillera de los Andes y empalmar allí con el Ferrocarril Transandino.
Con la inauguración de Palermo, el BAP había logrado entrar a Buenos Aires, pero había un problema. Por aquel entonces, la estación ferroviaria más importante de Buenos Aires, además de Once de Septiembre, era la denominada Estación Central de Buenos Aires, una construcción de madera y zinc ubicada a pocos metros de Plaza de Mayo, sobre la actual Avenida Leandro N. Alem. 
Para llegar hasta allí, el BAP construyó desde Palermo un trayecto que cruzaba la Avenida Santa Fe a nivel de calle y recorrían varias cuadras bordeando el descampado del futuro Parque Tres de Febrero hasta empalmarse con las vías del Ferrocarril del Norte (actual Mitre). Mediante el acuerdo comercial con esa otra compañía, el BAP llegaba hasta la Estación Central por vías ajenas, pasando también por la entonces intermedia estación Retiro (del F.C.N.).
En 1897 un incendio destruyó la Estación Central y las autoridades porteñas, que consideraban el trazado ferroviario un obstáculo para el futuro Puerto Madero, impidieron la reconstrucción y lograron que el Gobierno Nacional desmantelase las vías entre Retiro y Casa Amarilla. De esta manera, Retiro se transformó en la estación terminal del Ferrocarril del Norte, y por consiguiente del Ferrocarril Buenos Aires al Pacífico.
Así las cosas, el BAP logró finalmente en 1901 la autorización del Gobierno Nacional para construir su propio tendido ferroviario desde Palermo hasta Retiro. El mismo debía ser mediante un viaducto en altura para no interferir con el ahora pomposo y refinado Parque 3 de Febrero, de modo que el BAP construyó una sucesión de arcos de ladrillo visto sobre los cuales se instalaron las vías (el famoso Paseo de la Infanta forma parte de esta obra). Los trabajos se completaron en 1912. 

### Una estación provisoria...
La obra inaugurada en 1912 incluía la nueva estación Palermo elevada y los elegantes arcos del Parque 3 de Febrero, con sus cuidados puentes verdes de hierro forjado. No obstante, al llegar a Retiro los pasajeros descubrían una curiosa construcción provisoria. Aunque manteniendo la elegancia arquitectónica del BAP, la estación Retiro era en esencia un curioso galpón de líneas Tudor construido en seco con hierro, zinc y madera. Esta construcción es la que permanece hasta el día de hoy.
¿Por qué el BAP construyó un edificio tan poco majestuoso?
Porque no se resignaba a terminar en Retiro. Las autoridades de la compañía tenían los ojos en la Avenida Corrientes. Pocos meses antes, en 1911, el Gobierno Nacional había licitado la construcción del inmenso edificio palaciego del Correo Central. La intersección del entonces Paseo de Julio (Avenida Alem) con Corrientes se iba a transformar en un importante punto urbano, con calles peatonales en altura para sortear el desnivel de la vieja barranca costera. Una serie de ambiciosos proyectos públicos y privados proliferaban por toda la zona (por ejemplo, el Edificio Calvet).
De esta manera, el BAP adquirió una sucesión de predios baldíos en diagonal al lote del futuro Correo Central y proyectó su jugada maestra: construir allí una imponente estación terminal en altura, con tres andenes y conectada en viaducto con Palermo. Iba a ser una pieza clave del centro urbano en construcción e iba a poner a la empresa en una posición de privilegio: se transformaría en la compañía con la terminal ferroviaria más cercana a Plaza de Mayo (a solo cuatro cuadras) quedando las demás compañías relegadas en Retiro, Once o Casa Amarilla.
Este proyecto implicaba construir en Retiro una estación intermedia, entre la nueva Terminal y Palermo. Dicha estación Retiro debería estar en altura, para poder cruzar la Avenida Ramos Mejía, de modo que el BAP decidió en 1912 que no tenía sentido gastar muchos recursos en una estación terminal provisoria condenada a ser demolida en pocos años.
Este es el motivo de la construcción actual en chapa, hierro y madera. 

### ... para siempre
Dos años después de la inauguración estalló la Primera Guerra Mundial y las obras del BAP sufrieron complicaciones financieras y de insumos importados. 
Durante los años siguientes la empresa se focalizó en sus compromisos de expansión en el interior del país, donde el Gobierno Nacional le había extendido varias veces los plazos de las licitaciones ganadas. Además, el servicio local entre Retiro y Mercedes no dejaba de crecer, por lo que el BAP estaba más preocupado en ampliar la capacidad de su infraestructura existente que en seguir agregando pasajeros, puesto que una estación en Correo Central iba a significar un aumento muy marcado de la demanda.
Cuadruplicar las vías hasta Paternal, y de allí construir un nuevo viaducto hasta Palermo (con las consiguientes nueva estaciones), electrificar el servicio, construir un puente sobre la Avenida San Martín, agregar una estación en Chacarita para combinar con el Subterráneo Lacroze, entre otras ideas y necesidades, fueron algunas de las cosas que el Ferrocarril Buenos Aires al Pacífico realizó o planificó realizar durante esos años.
Para comienzos de la década del '30, Retiro se había consolidado como el gran centro ferroviario de la ciudad, detrás de Plaza Constitución y compitiendo con Once de Septiembre. Las empresas competidoras del BAP habían construido grandes palacios para sus terminales, que contrastaban fuertemente con la pequeña construcción provisora de 1912. Además, la Compañía Hispano Argentina de Obras Públicas y Finanzas (CHADOPyF) había comenzado la construcción del subterráneo Retiro-Constitución. La conveniencia o la urgencia de llegar hasta el Palacio de Correos era más difusa que en 1912.
En 1931, luego de años teniendo un terreno baldío improductivo en una de las zonas más efervescentes de la ciudad, el BAP decide alquilar de forma temporal el predio al Luna Park, que construye un provisorio estadio de madera. A los pocos años las autoridades del Ferrocarril Buenos Aires al Pacífico deciden vender las tres manzanas que habían adquirido para la terminal ferroviaria, y concentrarse en construir en Retiro una gran terminal ferroviaria a la altura de sus competidores.

### Las décadas sin cambios
Se realizan algunos cálculos e ideas, pero la Segunda Guerra Mundial vuelve a complicar las finanzas de las empresas británicas, esta vez de manera definitiva. En 1948 el Estado Argentino adquiere la totalidad de los ferrocarriles del país, incluyendo al BAP, que es renombrado "Ferrocarril General San Martín". El gobierno peronista, y los subsiguientes, se ocupan más de la renovación de material rodante que de la expansión de las estaciones y la infraestructura de vías. Salvo por el Viaducto Sarandí (construido durante el peronismo), la mayor parte de los proyectos ferroviarios británicos incompletos quedan truncos. La estación definitiva del BAP/San Martín en Retiro nunca se construye, al igual que la estación Buenos Aires del renombrado Ferrocarril Belgrano, e incluso la estación Constitución queda a medio renovar.
En este contexto, donde el transporte ferroviario a nivel mundial queda relegado a favor del transporte automotor, la estación Retiro BAP, renombrada "Retiro San Martín", permanece prácticamente sin cambios desde la estatización. En 1969 se inaugura el Puente de la Reconquista, en reemplazo del viaducto Paternal-Palermo. Durante la década siguiente, se agregan locales comerciales a varias estaciones de la línea, incluyendo a Retiro, donde se construye un anexo comercial en la salida lateral. 
En 1983 la estación fue declarada Monumento Histórico Nacional.

### Renovaciones contemporáneas
Al margen de algunas construcciones complementarias poco significantes, la estación permanece prácticamente sin cambios durante los años siguientes. 
Recién en 2014 se realizó una intervención significativa, cuando se elevaron todos los andenes para recibir al nuevo material rodante de la Línea San Martín. El año siguiente se construyó una nueva boletería, en sustitución a la original de madera del BAP. Se agregó también una nueva pantalla gigante para el anuncio de partidas.
Finalmente ese mismo año se decide demoler el Puente de la Reconquista y construir el viaducto Paternal-Palermo. Las obras empezaron en mayo de 2017 y al año siguiente se decidió recortar el servicio provisoriamente en Villa del Parque hasta la culminación de la obra. Aprovechando este parate, a fines de 2018 se licitó una restauración integral de la estación Retiro San Martín.
Durante la misma, al descubrirse sectores significativamente deteriorados en la estructura original de madera, zinc y hierro de 1912 se decide, con asesoramiento de la Comisión Nacional de Museos, Monumentos y Lugares Históricos, la reconstrucción total de la estación. Para ese fin, durante los primeros meses de 2019 comenzaron los trabajos de desmantelamiento completo de la estación original, para posteriormente reconstruirla con el mismo aspecto pero con materiales modernos (respetando la construcción industrial metálica en seco, pero prescindiendo de las estructuras de madera).
Durante el transcurso de la reconstrucción se demolieron los edificios anexos de la década de 1970, siendo reemplazados por una plaza seca, para permitir una circulación más cómoda. Esta obra se encuentra actualmente en curso, y cuando termine el aspecto de la estación y su entorno será morfológicamente similar al de 1912, pero con sus interiores readecuados para el siglo XXI.

## Arquitectura

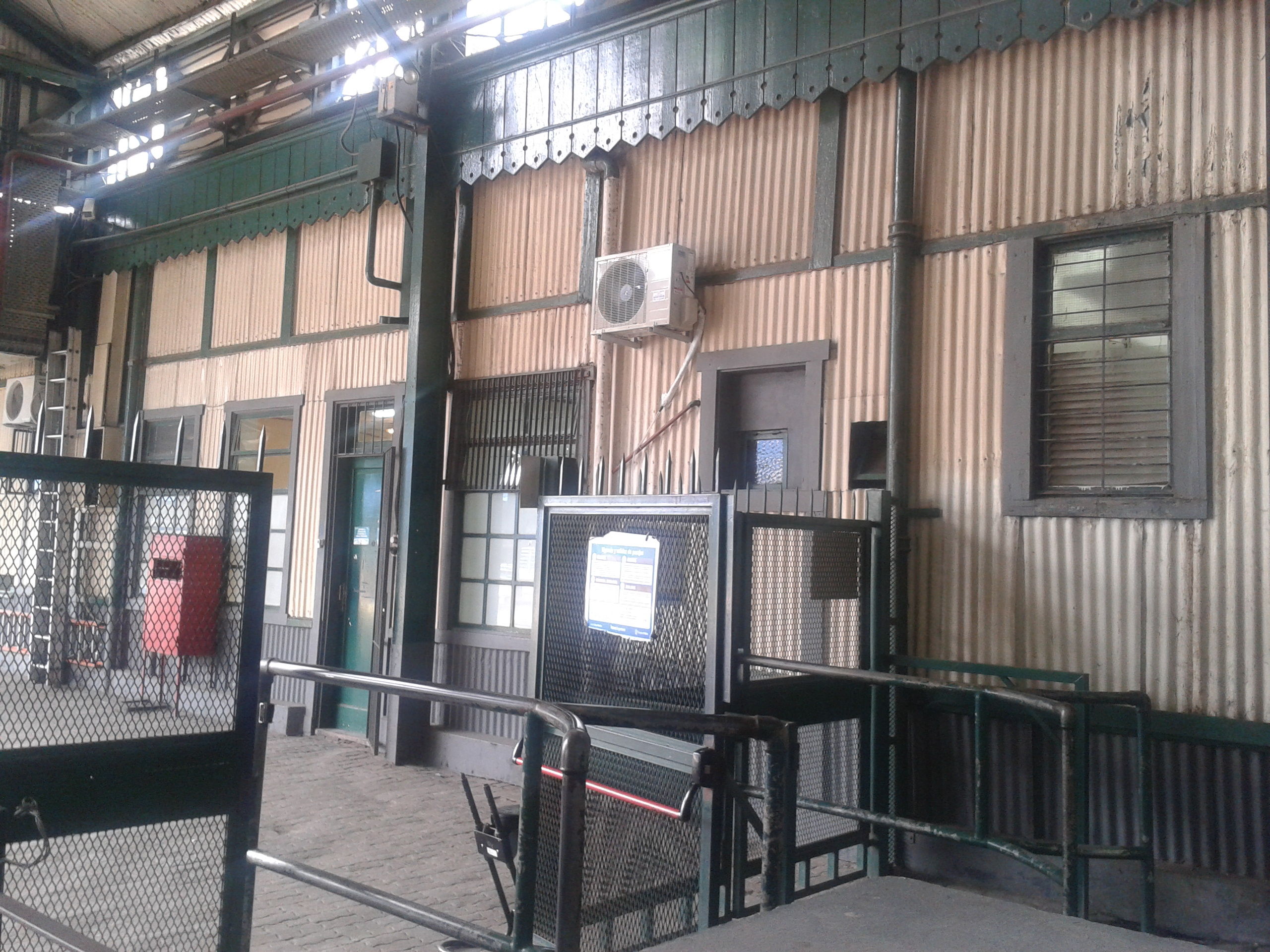
Detalle del acceso al andén 5.

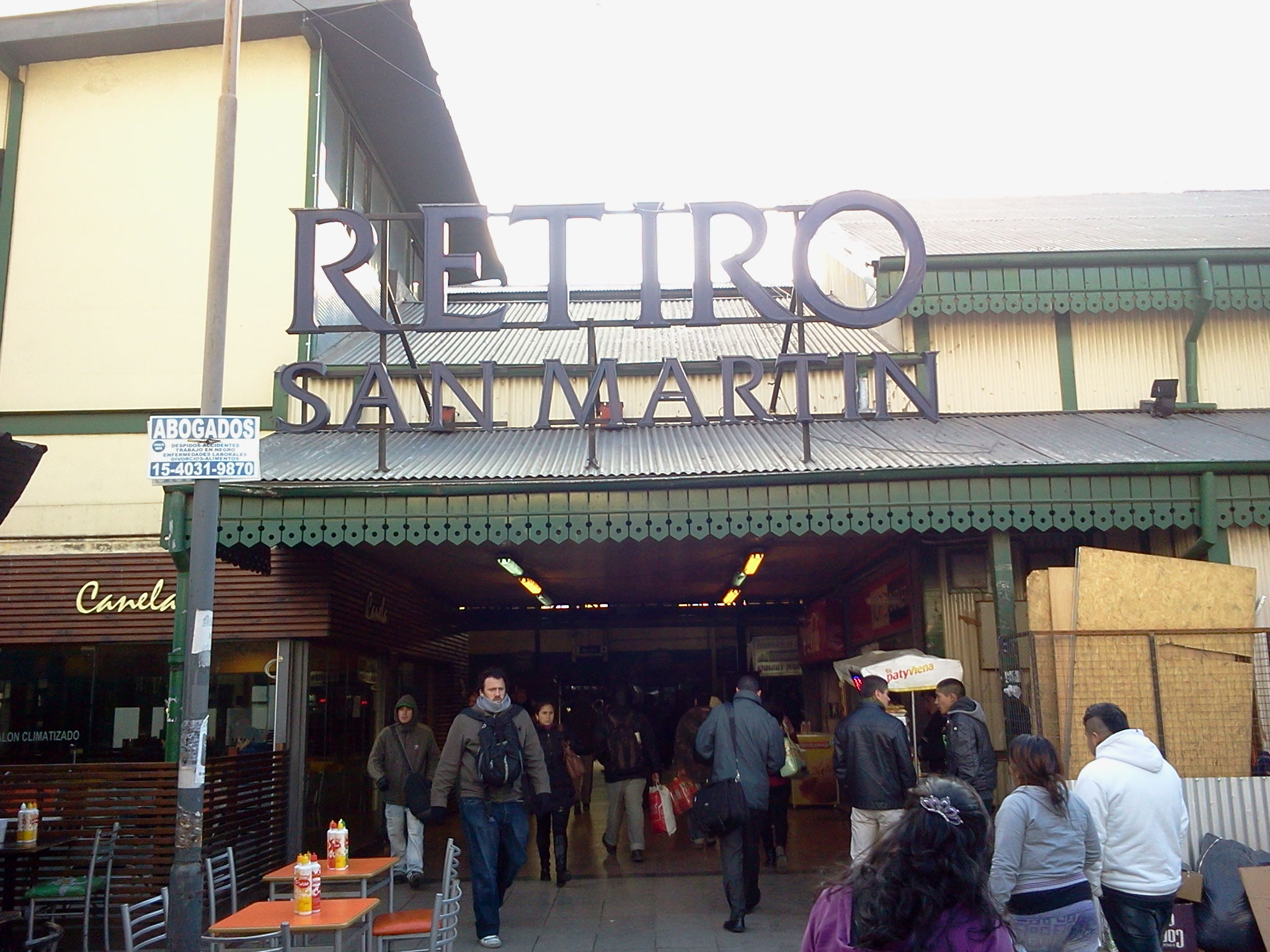
Entrada lateral de la estación.

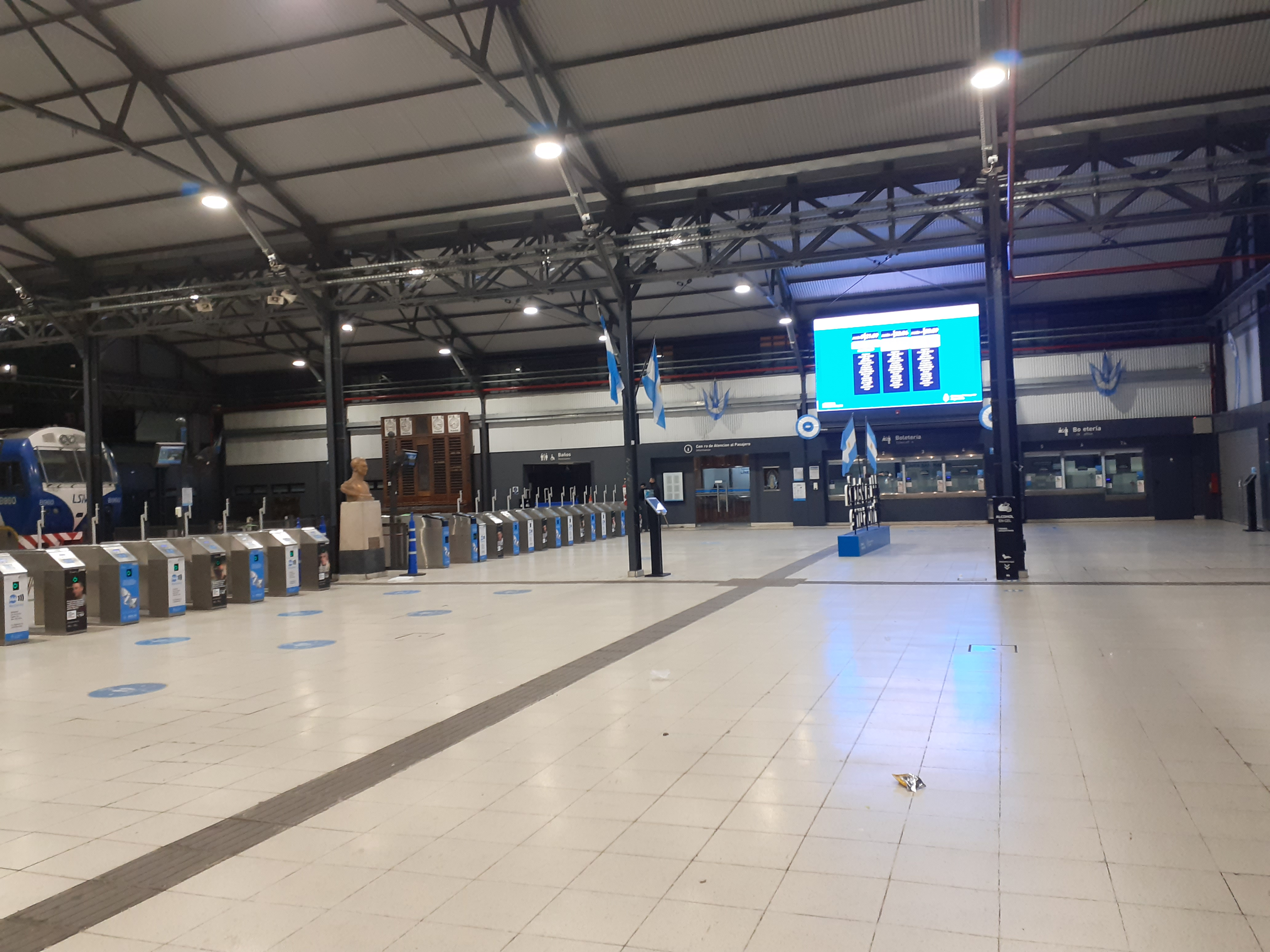
Hall central de la estación Retiro San Martín

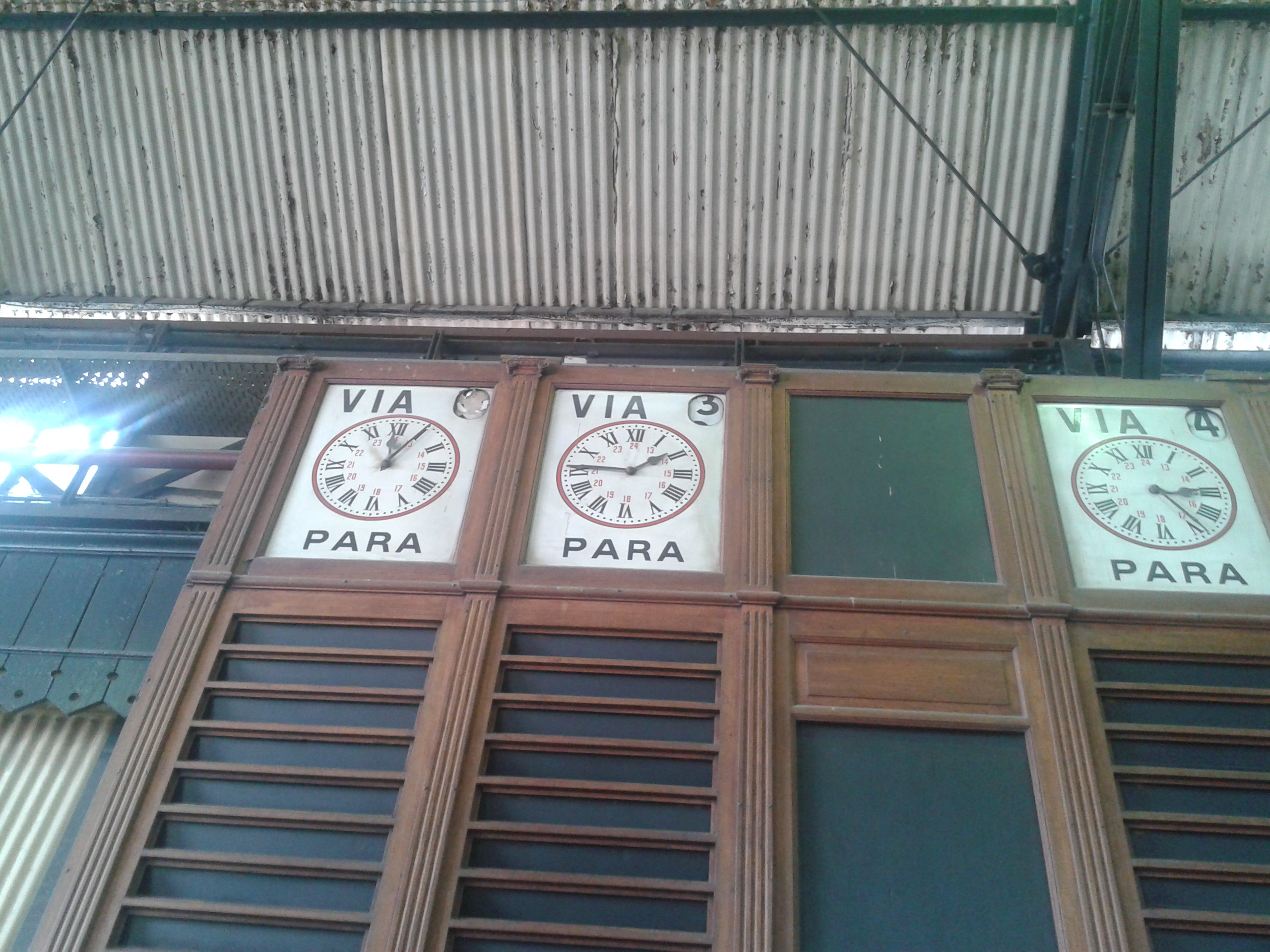
Antiguo panel de partidas del BAP.

La estación en sí misma es una gran curiosidad arquitectónica, puesto que fue construida en chapa, hierro y madera por su carácter provisorio, pero aun así el Ferrocarril Buenos Aires al Pacífico la dotó de un cuidado estilo industrial con toques neo-tudor al igual que las demás estaciones de la línea.
La estación consta de tres sectores: 
1. El edificio principal sobre Avenida Ramos Mejía.
2. El sector del hall.
3. La zona de andenes.

El primero consta, como corresponde al tudor, de dos techos a dos aguas en cada esquina, unidos transversalmente por un techo más bajo. El hastial de cada techo lateral posee un gran ventanal zurcado por listones de madera, típicos del tudor, además de un pináculo y cresterías. El revestimiento externo está formado por planchas de zinc, y existe un alero que cubre todo el frente de las inclemencias del clima. A lo largo del borde del alero, como en todas las estaciones del BAP, existe una franja decorativa de listones de madera idénticos entre sí.
La estructura interna de este primer edificio fue realizada completamente en madera, siguiendo los métodos tradicionales del tudor original.
El segundo edificio, fusionado a la parte trasera del primero, consta de dos altas cubiertas de hierro, en estilo típicamente industrial del siglo XIX, pero manteniendo los remates en zinc y madera de la fachada y del edificio principal. La decoración interna en la zona de boleterías y oficinas fue realizada con planchas de roble, una vez más respetando las líneas estéticas del tudor. 
La zona de andenes, finalmente, consta de largos refugios realizados estructuralmente en hierro y cubiertos con la ya descrita franja decorativa de listones de madera.

## Esquema
| Plataforma lateral |                                                                       |
| Andén 5            | ← Trenes comunes y rápidos a J. C. Paz/Pilar/Cabred (próxima Palermo) |
| Andén 4            | ← Trenes comunes y rápidos a J. C. Paz/Pilar/Cabred (próxima Palermo) |
| Plataforma lateral |                                                                       |
| Andén 3            | ← Trenes comunes y rápidos a J. C. Paz/Pilar/Cabred (próxima Palermo) |
| Andén 2            | ← Trenes comunes y rápidos a J. C. Paz/Pilar/Cabred (próxima Palermo) |
| Plataforma lateral |                                                                       |
| Andén 1            | (Solo de Larga Distancia)                                             |
| Vía Z              | (Solo de Larga Distancia)                                             |

## Servicios

### Suburbanos
- Retiro -> Palermo -> Villa Crespo -> La Paternal -> Villa del Parque -> Devoto -> Sáenz Peña -> Santos Lugares -> Caseros -> El Palomar -> Hurlingham -> W. C. Morris -> Bella Vista -> Muñiz -> San Miguel -> José C. Paz (terminal intermedia) -> Sol y Verde -> Presidente Derqui -> Villa Astolfi -> Pilar (terminal intermedia) -> Manzanares -> Cabred

### Larga distancia
- Retiro -> Sáenz Peña -> José C. Paz -> Pilar -> Mercedes P. -> Franklin -> General Rivas -> Castilla -> Rawson -> Chacabuco -> O'Higgins -> Junín

## Imágenes

### Antiguas

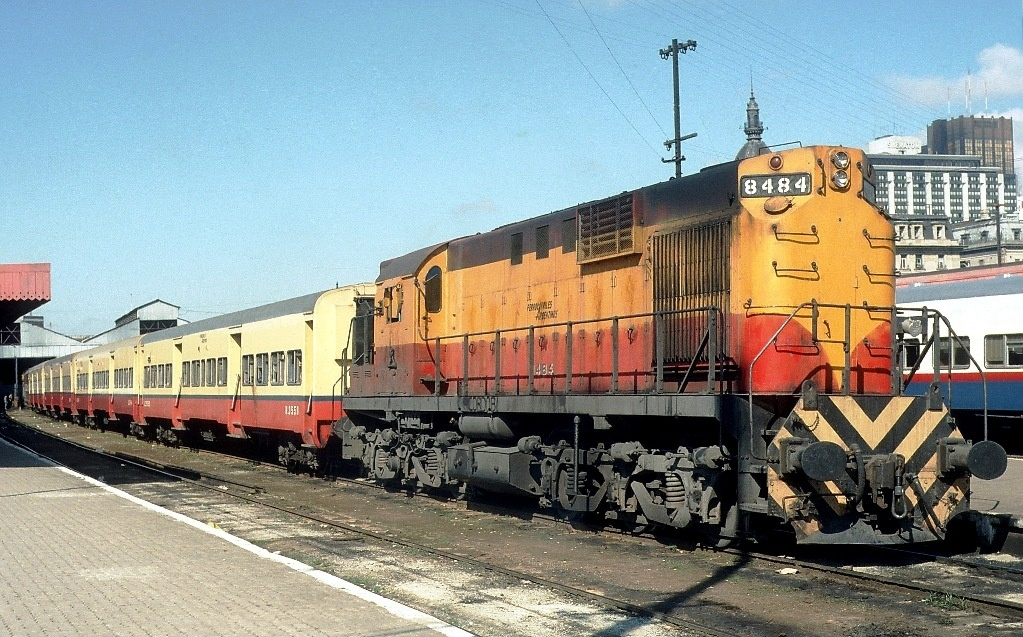
Tren local en andén 4 (1985)
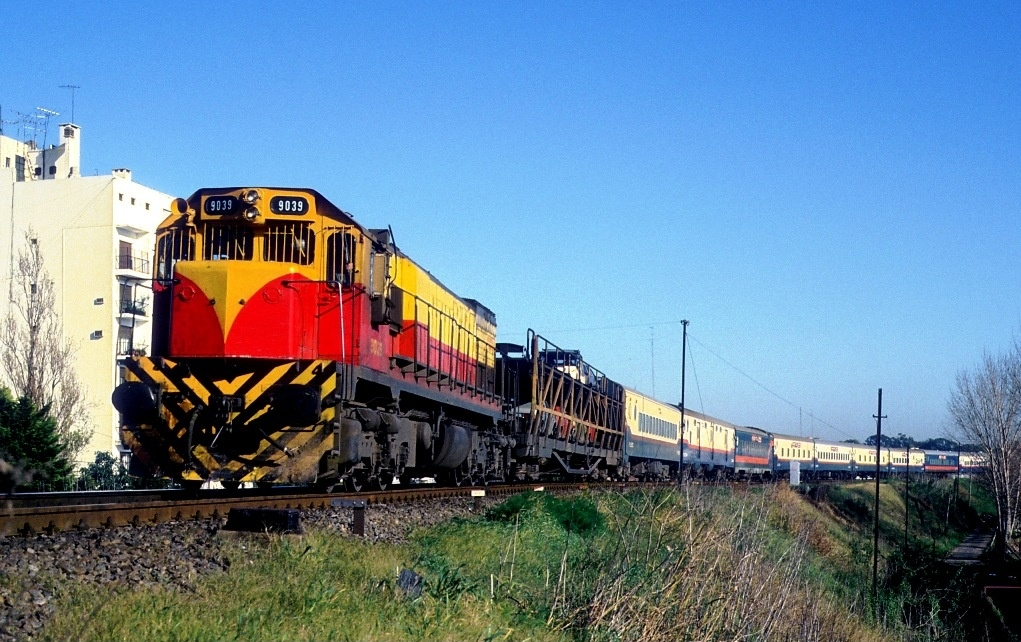
Saliendo rumbo a Mendoza
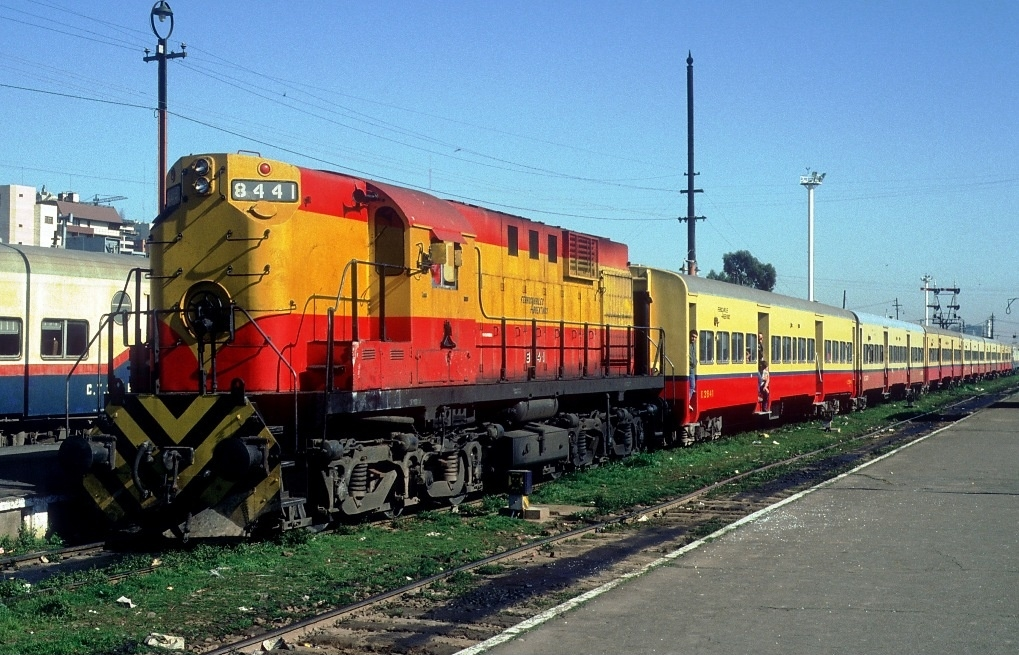
Arribo de un local (1986)
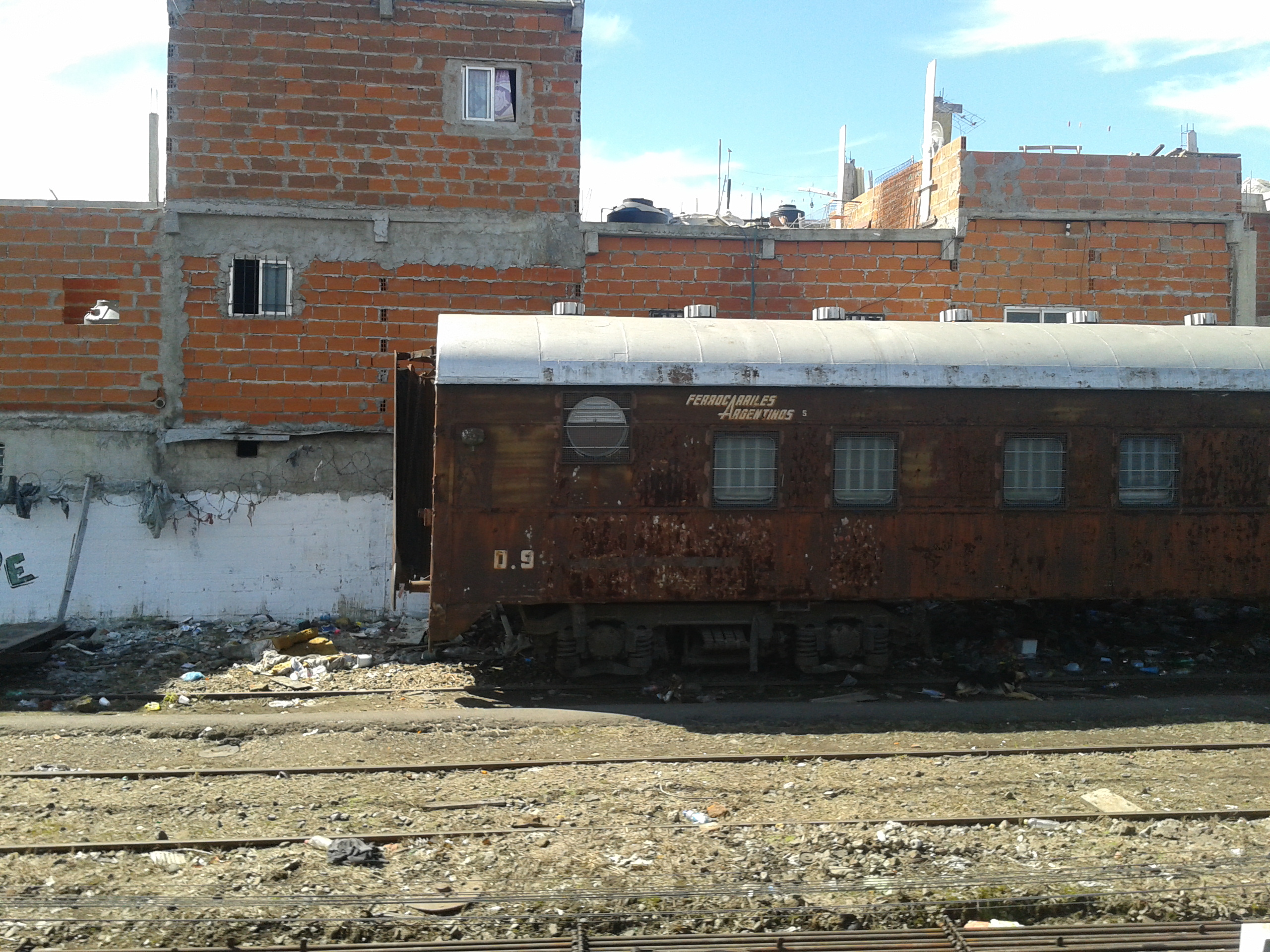
Antiguo coche con colores de FA

### Recientes

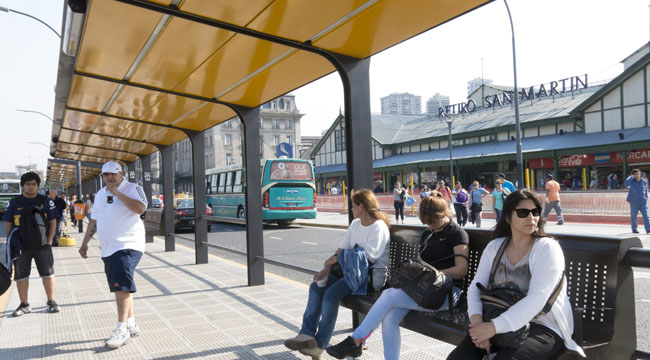
La estación desde las paradas de colectivos
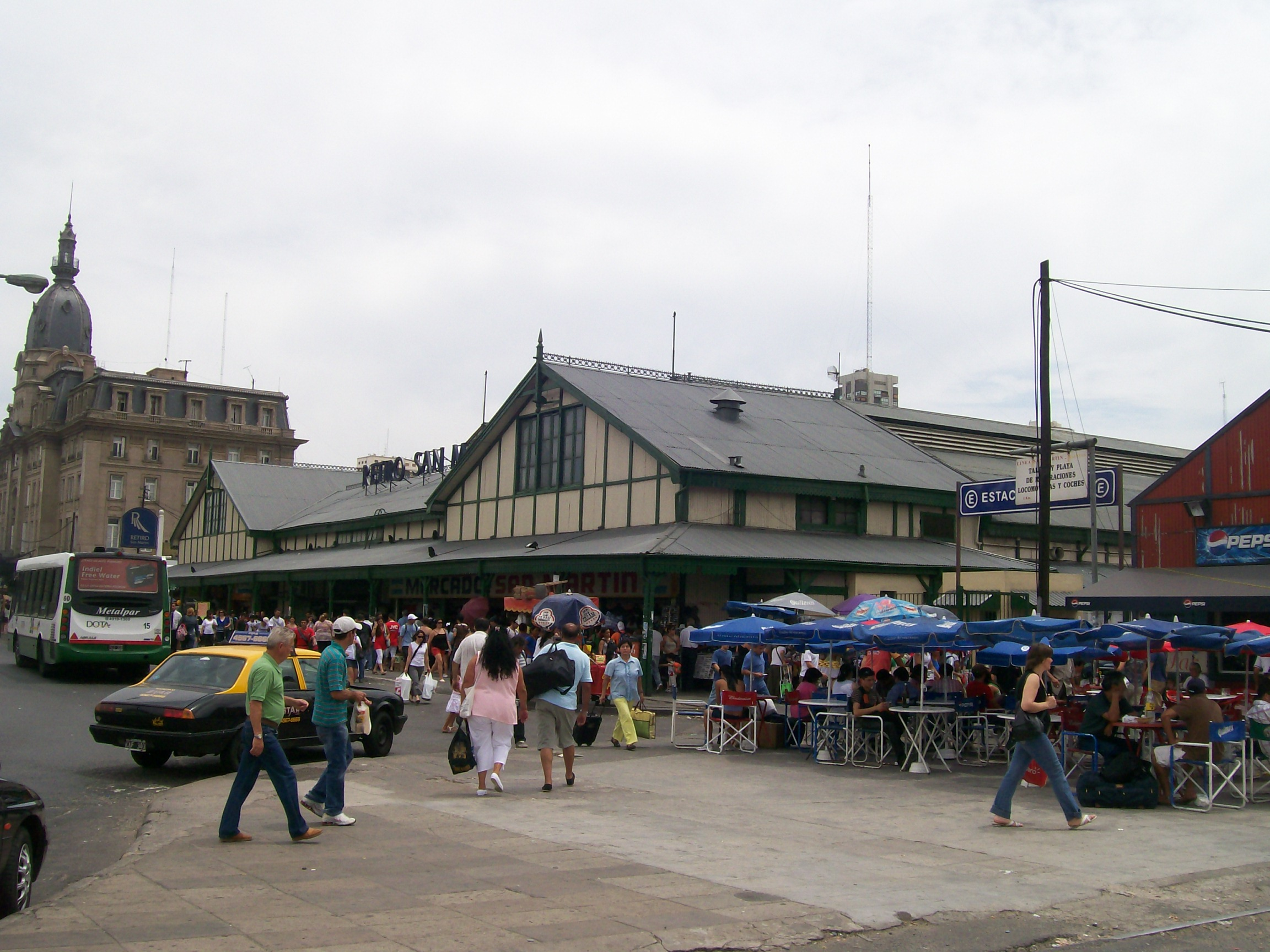
La fachada en 2009

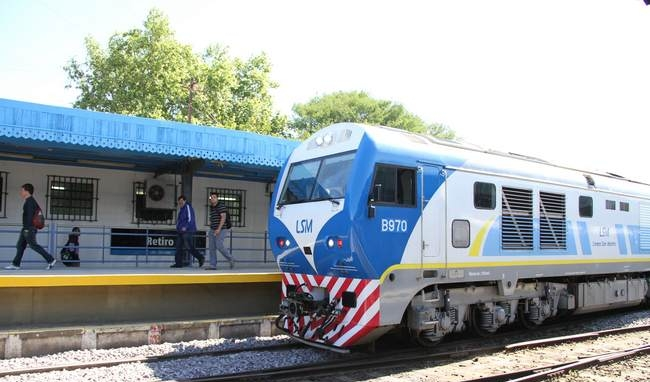
Locomotora en el andén 1
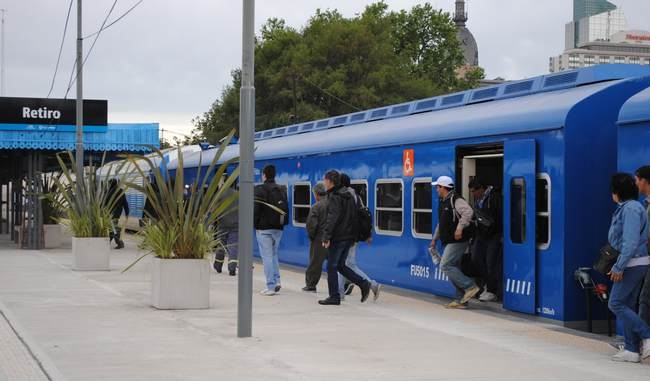
Pasajeros descendiendo
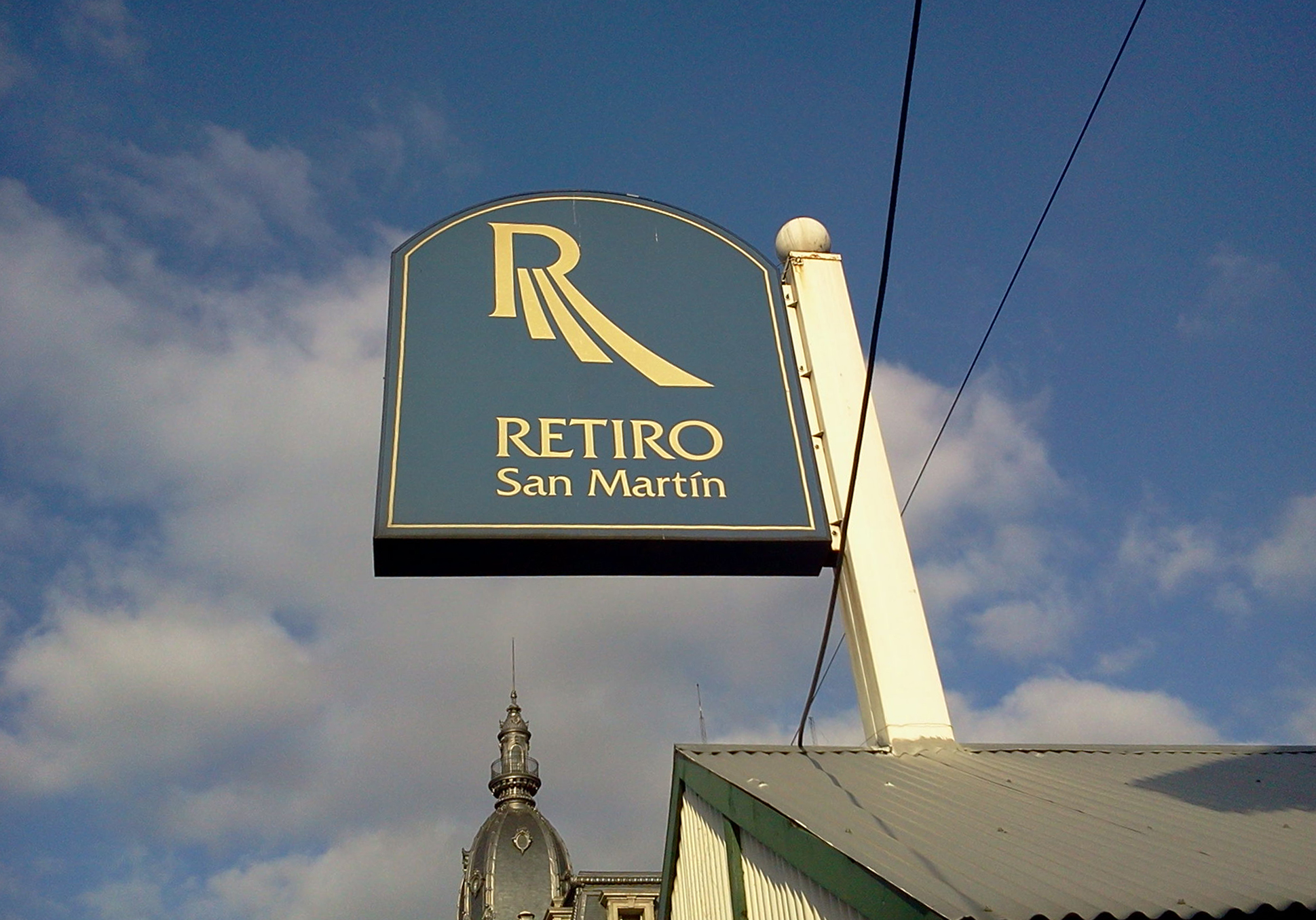
Cartel nomenclador
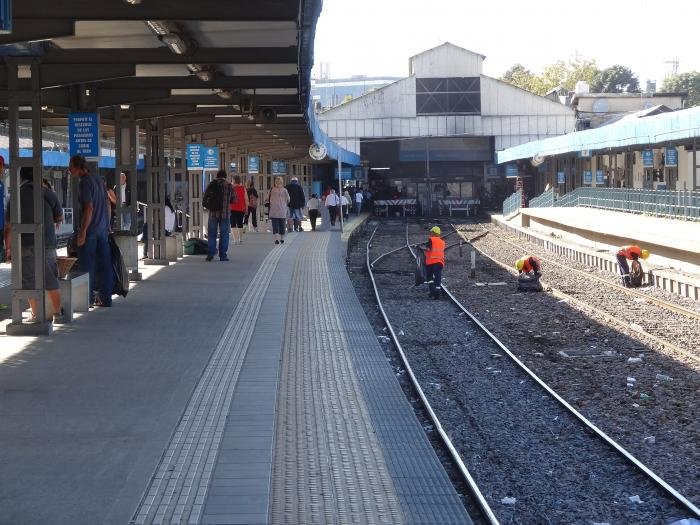
Punta de rieles en andenes 3 y 2
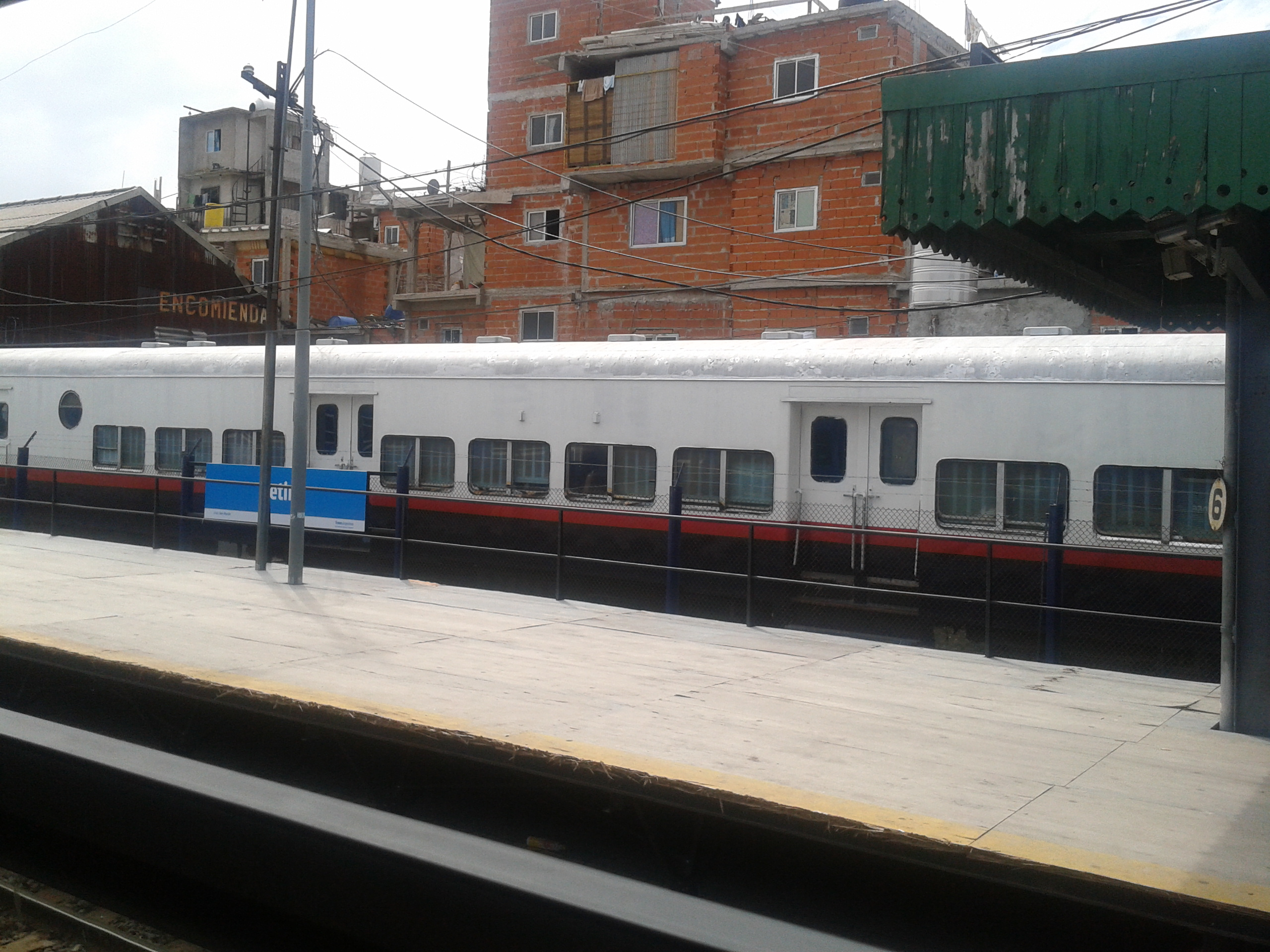
Un coche Materfer sin modificar
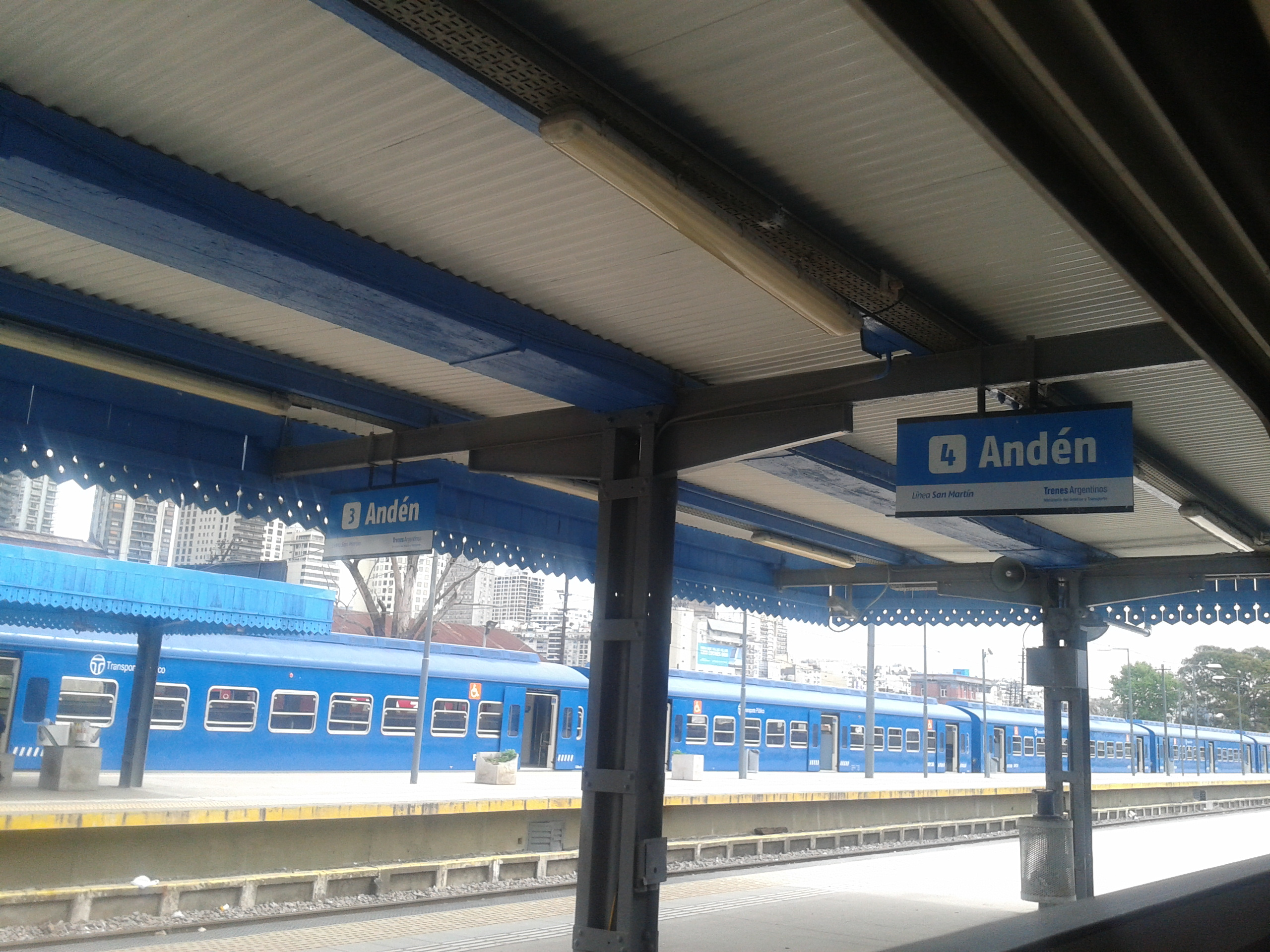
Refugio en zonda de andenes

## Combinaciones
En sus cercanías paran 33 líneas de colectivos y se levanta la  Terminal de Ómnibus de Retiro. A pocos metros se encuentran las estaciones Retiro del subte C y de los ferrocarriles Mitre y Belgrano.

## Hitos urbanos
- Terminal de Ómnibus de Retiro
- Puerto de Buenos Aires
- Edificio Libertad
- Edificio Cóndor
- Polo Judicial Retiro
- Belgrano
- Mitre
- Retiro (línea C del Subte de Buenos Aires)
- Retiro (línea E del Subte de Buenos Aires)
- Plaza Canadá
- Plaza Fuerza Aérea Argentina
- Plaza General San Martín
- Catalinas
- Empalme Norte
- Dirección Nacional de Migraciones